# Polnische Mannschaftsmeisterschaft im Schach 1952
Die polnische Mannschaftsmeisterschaft im Schach 1952 war die achte Austragung dieses Wettbewerbs. Polnischer Mannschaftsmeister wurde die Mannschaft von ZS Kolejarz Warszawa, während sich der Titelverteidiger ZS Kolejarz Kraków mit dem vierten Platz begnügen. Nachdem im Vorjahr bereits die Endrunde an acht Brettern ausgetragen wurde (dabei musste am siebten Brett ein Jugendlicher und am achten Brett eine Frau eingesetzt werden), galt diese Bestimmung jetzt auch für die Vorrunde.
Zu den Mannschaftskadern siehe Mannschaftskader der polnischen Mannschaftsmeisterschaft im Schach 1952.

## Modus
Für die Vorrunde hatten sich in den Meisterschaften der Woiwodschaften 24 Mannschaften (je zwei aus den Woiwodschaften Warszawa, Łódź, Wrocław, Kraków und Katowice, je eine aus den übrigen) qualifiziert. Diese spielten in vier Sechsergruppen jeweils ein einfaches Rundenturnier. Für die Endrunde, die ebenfalls als einfaches Rundenturnier durchgeführt wurde, qualifizierten sich die vier Gruppensieger.
Über die Platzierung entschied zunächst die Anzahl der Brettpunkte (ein Punkt für einen Sieg, ein halber Punkt für ein Remis, kein Punkt für eine Niederlage), anschließend die Anzahl der Mannschaftspunkte (zwei Punkte für einen Sieg, ein Punkt für ein Unentschieden, kein Punkt für eine Niederlage).

## Termine und Spielort
Die Vorrunden wurden zwischen dem 10. Februar und 9. März gespielt, die Endrunde fand vom 28. bis 30. März im Morskie Oko Hotel in Zakopane statt.

## Vorrunde

### Gruppe I

#### Abschlusstabelle
| Pl. | Verein                          | Sp | G | U | V | Brett-P.  | MP   |
| --- | ------------------------------- | -- | - | - | - | --------- | ---- |
| 01. | ZS Spójnia Bydgoszcz            | 5  | 4 | 1 | 0 | 32,0:8,0  | 9:1  |
| 02. | ZS Ogniwo Sopot                 | 5  | 4 | 0 | 1 | 27,5:12,5 | 8:2  |
| 03. | ZS Spójnia Poznań               | 5  | 2 | 2 | 1 | 21,0:19,0 | 6:4  |
| 04. | ZS Kolejarz Słupsk              | 5  | 1 | 1 | 3 | 15,5:24,5 | 3:7  |
| 05. | ZS Gwardia Szczecin             | 5  | 2 | 0 | 3 | 14,0:26,0 | 4:6  |
| 06. | ZS Kolejarz Gorzów Wielkopolski | 5  | 0 | 0 | 5 | 10,0:30,0 | 0:10 |

#### Entscheidungen
|  | qualifiziert für die Endrunde: ZS Spójnia Bydgoszcz |

#### Kreuztabelle
| Ergebnisse | Ergebnisse                      | 01. | 02. | 03. | 04. | 05. | 06. |
| ---------- | ------------------------------- | --- | --- | --- | --- | --- | --- |
| 01.        | ZS Spójnia Bydgoszcz            |     | 7   | 4   | 6   | 8   | 7   |
| 02.        | ZS Ogniwo Sopot                 | 1   |     | 6   | 6   | 6½  | 8   |
| 03.        | ZS Spójnia Poznań               | 4   | 2   |     | 4   | 6   | 5   |
| 04.        | ZS Kolejarz Słupsk              | 2   | 2   | 4   |     | 2½  | 5   |
| 05.        | ZS Gwardia Szczecin             | 0   | 1½  | 2   | 5½  |     | 5   |
| 06.        | ZS Kolejarz Gorzów Wielkopolski | 1   | 0   | 3   | 3   | 3   |     |

### Gruppe II

#### Abschlusstabelle
| Pl. | Verein               | Sp | G | U | V | Brett-P.  | MP   |
| --- | -------------------- | -- | - | - | - | --------- | ---- |
| 01. | ZS Kolejarz Warszawa | 5  | 5 | 0 | 0 | 29,5:10,5 | 10:0 |
| 02. | ZS Ogniwo Warszawa   | 5  | 4 | 0 | 1 | 29,0:11,0 | 8:2  |
| 03. | ZS Unia Rembertów    | 5  | 2 | 0 | 3 | 21,0:19,0 | 4:6  |
| 04. | ZS Ogniwo Bydgoszcz  | 5  | 3 | 0 | 2 | 18,5:21,5 | 6:4  |
| 05. | ZS Kolejarz Olsztyn  | 5  | 1 | 0 | 4 | 10,5:29,5 | 2:8  |
| 06. | ZS Ogniwo Lublin     | 5  | 0 | 0 | 5 | 10,5:29,5 | 0:10 |

#### Entscheidungen
|  | qualifiziert für die Endrunde: ZS Kolejarz Warszawa |

#### Kreuztabelle
| Ergebnisse | Ergebnisse           | 01. | 02. | 03. | 04. | 05. | 06. |
| ---------- | -------------------- | --- | --- | --- | --- | --- | --- |
| 01.        | ZS Kolejarz Warszawa |     | 5   | 4½  | 6½  | 7   | 6½  |
| 02.        | ZS Ogniwo Warszawa   | 3   |     | 5½  | 5½  | 7½  | 7½  |
| 03.        | ZS Unia Rembertów    | 3½  | 2½  |     | 3½  | 6½  | 5   |
| 04.        | ZS Ogniwo Bydgoszcz  | 1½  | 2½  | 4½  |     | 4½  | 5½  |
| 05.        | ZS Kolejarz Olsztyn  | 1   | ½   | 1½  | 3½  |     | 4   |
| 06.        | ZS Ogniwo Lublin     | 1½  | ½   | 3   | 2½  | 3   |     |

### Gruppe III

#### Abschlusstabelle
| Pl. | Verein                 | Sp | G | U | V | Brett-P.  | MP  |
| --- | ---------------------- | -- | - | - | - | --------- | --- |
| 01. | ZS Kolejarz Kraków (M) | 5  | 4 | 0 | 1 | 30,0:10,0 | 8:2 |
| 02. | ZS Włókniarz Łódź      | 5  | 4 | 1 | 0 | 28,0:12,0 | 9:1 |
| 03. | ZS Ogniwo Kraków       | 5  | 2 | 0 | 3 | 17,0:23,0 | 7:3 |
| 04. | ZS Stal Rzeszów        | 5  | 1 | 1 | 3 | 16,5:23,5 | 3:7 |
| 05. | ZS Włókniarz Zgierz    | 5  | 1 | 0 | 4 | 15,5:24,5 | 2:8 |
| 06. | ZS Ogniwo Skarżysko    | 5  | 2 | 0 | 3 | 13,0:27,0 | 4:6 |

#### Entscheidungen
|     | qualifiziert für die Endrunde: ZS Kolejarz Kraków |
| (M) | Meister der letzten Saison                        |

#### Kreuztabelle
| Ergebnisse | Ergebnisse          | 01. | 02. | 03. | 04. | 05. | 06. |
| ---------- | ------------------- | --- | --- | --- | --- | --- | --- |
| 01.        | ZS Kolejarz Kraków  |     | 3½  | 7   | 5½  | 6   | 8   |
| 02.        | ZS Włókniarz Łódź   | 4½  |     | 6½  | 4   | 5   | 8   |
| 03.        | ZS Ogniwo Kraków    | 1   | 1½  |     | 2½  | 5½  | 6½  |
| 04.        | ZS Stal Rzeszów     | 2½  | 4   | 5½  |     | 3   | 1½  |
| 05.        | ZS Włókniarz Zgierz | 2   | 3   | 2½  | 5   |     | 3   |
| 06.        | ZS Ogniwo Skarżysko | 0   | 0   | 1½  | 6½  | 5   |     |

### Gruppe IV

#### Abschlusstabelle
| Pl. | Verein             | Sp | G | U | V | Brett-P.  | MP   |
| --- | ------------------ | -- | - | - | - | --------- | ---- |
| 01. | AZS Gliwice        | 5  | 5 | 0 | 0 | 30,5:9,5  | 10:0 |
| 02. | ZS WDKZZ Katowice  | 5  | 4 | 0 | 1 | 27,5:12,5 | 8:2  |
| 03. | AZS Wrocław        | 4  | 2 | 0 | 2 | 15,5:16,5 | 4:4  |
| 04. | ZS Spójnia Legnica | 4  | 1 | 1 | 2 | 15,5:16,5 | 3:5  |
| 05. | ZS Spójnia Gniezno | 5  | 0 | 2 | 3 | 12,0:28,0 | 2:8  |
| 06. | ZS Budowlani Opole | 5  | 0 | 1 | 4 | 11,0:29,0 | 1:9  |

Anmerkung: Der Wettkampf zwischen Wrocław und Legnica wurde nicht ausgetragen.

#### Entscheidungen
|  | qualifiziert für die Endrunde: AZS Gliwice |

#### Kreuztabelle
| Ergebnisse | Ergebnisse         | 01. | 02. | 03. | 04. | 05. | 06. |
| ---------- | ------------------ | --- | --- | --- | --- | --- | --- |
| 01.        | AZS Gliwice        |     | 7   | 6   | 4½  | 6½  | 6½  |
| 02.        | ZS WDKZZ Katowice  | 1   |     | 5½  | 6   | 8   | 7   |
| 03.        | AZS Wrocław        | 2   | 2½  |     |     | 5½  | 5½  |
| 04.        | ZS Spójnia Legnica | 3½  | 2   |     |     | 4   | 6   |
| 05.        | ZS Spójnia Gniezno | 1½  | 0   | 2½  | 4   |     | 4   |
| 06.        | ZS Budowlani Opole | 1½  | 1   | 2½  | 2   | 4   |     |

## Endrunde

### Abschlusstabelle
| Pl. | Verein                 | Sp | G | U | V | Brett-P.  | MP  |
| --- | ---------------------- | -- | - | - | - | --------- | --- |
| 01. | ZS Kolejarz Warszawa   | 3  | 3 | 0 | 0 | 15,5:8,5  | 6:0 |
| 02. | AZS Gliwice            | 3  | 2 | 0 | 1 | 12,5:11,5 | 4:2 |
| 03. | ZS Spójnia Bydgoszcz   | 3  | 1 | 0 | 2 | 10,0:14,0 | 2:4 |
| 04. | ZS Kolejarz Kraków (M) | 3  | 0 | 0 | 3 | 10,0:14,0 | 0:6 |

### Entscheidungen
|     | Polnischer Mannschaftsmeister: ZS Kolejarz Warszawa |
| (M) | Meister der letzten Saison                          |

### Kreuztabelle
| Ergebnisse | Ergebnisse           | 01. | 02. | 03. | 04. |
| ---------- | -------------------- | --- | --- | --- | --- |
| 01.        | ZS Kolejarz Warszawa |     | 4½  | 6   | 5   |
| 02.        | AZS Gliwice          | 3½  |     | 4½  | 4½  |
| 03.        | ZS Spójnia Bydgoszcz | 2   | 3½  |     | 4½  |
| 04.        | ZS Kolejarz Kraków   | 3   | 3½  | 3½  |     |

## Die Meistermannschaft
| 1.            | ZS Kolejarz Warszawa |
| Schachfiguren | Stanisław Gawlikowski, Janusz Szukszta, Zbigniew Miller, Tadeusz Dobrzański, Janusz Chądzyński, Witold Nowicki, Andrzej Cukrowski, Andrzej Trzęsowski, Barbara Wojciechowska. |